# Aglianico del Vulture

Karte des Anbaugebietes

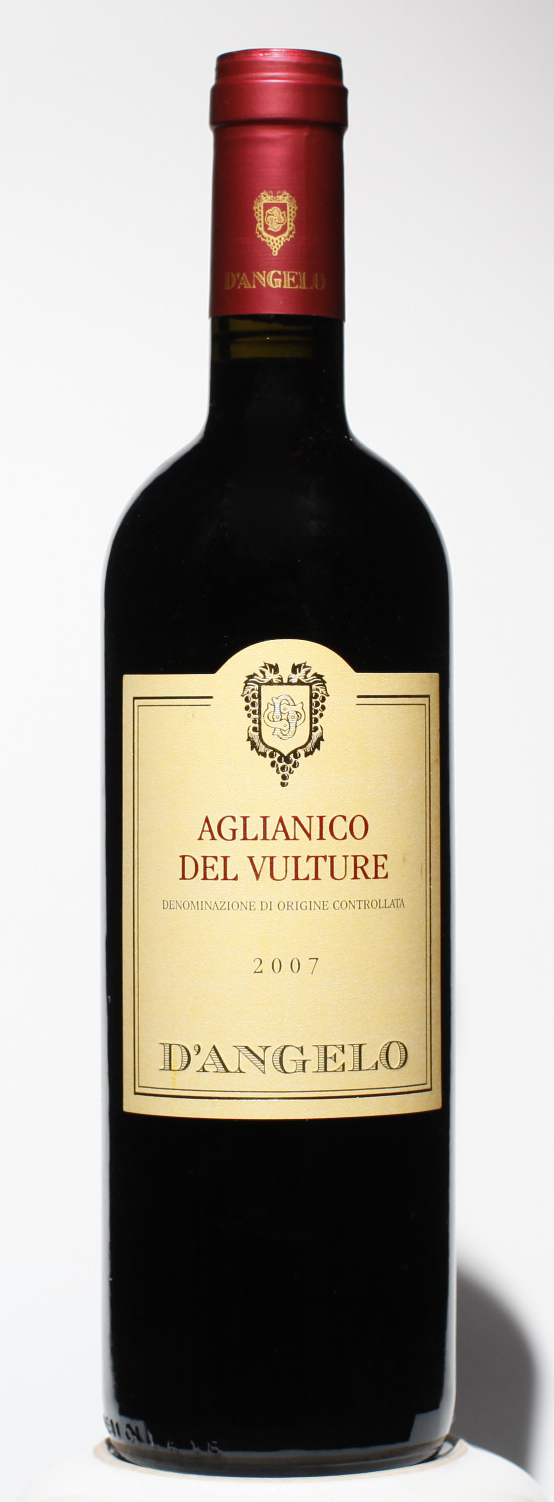
Eine Flasche Aglianico del Vulture

Aglianico del Vulture ist ein Rotwein aus dem Vulture-Gebiet in der Basilicata (Italien), der seit 1971 mit der „kontrollierten Herkunftsbezeichnung“ Denominazione di origine controllata (DOC) ausgezeichnet ist. Seit dem 2. August 2010 gibt es für die Aglianico del Vulture Superiore-Weine dieses Gebiets die höhere Qualitätsstufe „kontrollierte und garantierte Herkunftsbezeichnung“ DOCG. Die Superiore-Weine müssen mindestens 13,5 Vol.-% Alkohol besitzen.

## Anbau
Folgende Gemeinden verfügen über zugelassenes Rebland: Rionero in Vulture, Barile, Rapolla, Ripacandida, Ginestra, Maschito, Forenza, Acerenza, Melfi, Atella, Venosa, Lavello, Palazzo San Gervasio, Banzi, Genzano di Lucania.
An den Hängen des Monte Vulture werden die Trauben sehr spät gelesen, da die Aglianico-Rebe spät ausreift. Die Weinberge liegen auf einer Höhe bis zu 800 m und gehören zum Teil zu den höchstgelegenen in Europa. Die besten Qualitäten wachsen auf einer Höhe von 250–500 m.
Für das Jahr 2016 wurden von der nationalen Konföderation von Weingenossenschaften (FEDERDOC) keine Produktionszahlen für den Aglianico del Vulture veröffentlicht.

## Beschreibung
Je nach Lagerzeit in Barriques werden zwei Qualitätsstufen unterschieden: vecchio nach 3 Jahren bzw. riserva nach 5 Jahren. Wegen der Ähnlichkeiten in Geschmack und Herstellung wird der Aglianico del Vulture auch als „Barolo des Südens“ bezeichnet.
Von dem DOC-Wein gibt es auch eine Schaumwein-Variation (Aglianico del Vulture Spumante).
Die besten Weine sind komplex, strukturiert und langlebig, sie können bis zu zehn Jahre im Keller reifen.

### Aglianico del Vulture
- Farbe: rubinrot
- Geruch: typisch, angenehm und intensiv
- Geschmack: von trocken bis lieblich, gerbstoffhaltig, fruchtig, bei lieblich darf der Restzuckergehalt nicht größer als 10 g/l sein.
- Alkoholgehalt: mindestens 12,0 Vol.-%
- Säuregehalt: mind. 4,5 g/l
- Trockenextrakt: mind. 22,0 g/l[1]

### Aglianico del Vulture Superiore
- Farbe: intensiv rubinrot mit einer Tendenz zu granatrot
- Geruch: typisch, angenehm und intensiv
- Geschmack: trocken, gerbstoffhaltig, vollmundig, anhaltend, ausgeglichen; mit zunehmender Reife leichter Holzgeschmack.
- Alkoholgehalt: mindestens 13,5 Vol.-%
- Säuregehalt: mind. 4,5 g/l
- Trockenextrakt: mind. 26,0 g/l[2]